# Boston Breach
Pour ligue compétitive, voir Call of Duty League.
Boston Breach est une équipe professionnelle américaine d'e-sport de la Call of Duty League (CDL) basée à Boston, dans le Massachusetts. 
Elle appartient à Kraft Sports Group et Oxygen Esports.

## Histoire
En décembre 2021, Kraft Sports Group et Oxygen Esports annonce la création d'une nouvelle équipe de la Call of Duty League basée à Boston, dans le Massachusetts à la suite d'un spot vaquant laissé par OpTic Chicago. Le mois suivant, la franchise révèle son image de marque et son roster pour la saison 2022 de la Call of Duty League. Au cours de la saison, l'équipe termine dans top 6, 3e, top12 et top8 lors des quatre majors de l'année, ce qui lui vaut une 6e place au classement général de la saison régulière. Lors des playoffs de la Call of Duty League 2022, l'équipe termine huitième après une défaite 3-2 contre les Los Angeles Thieves puis une défaite 3-1 contre les Toronto Ultra. Peu de temps après, l'équipe annonce qu'elle ne prolongerait pas le contrat du joueur Thomas « TJHaly » Haly.

## Roster actuel
| Nat. | Pseudo    | Nom                | Rôle   | Date d'entrée   |
| ---- | --------- | ------------------ | ------ | --------------- |
|      | Snoopy    | Eric Pérez         | Joueur | 2 juin 2023     |
|      | Cammy     | Cameron McKilligan | Joueur | 22 juillet 2024 |
|      | Owakening | Joseph Conley      | Joueur | 22 juillet 2024 |
|      | Huke      | Evan Perez         | Joueur | 22 juillet 2024 |

|  | Zed    | Zach Denyer   | coach | 16 décembre 2021 |
|  | Magick | Mike Libeccio | coach | 3 avril 2024     |
|  | Seany  | Sean O'Connor | coach | 3 avril 2024     |
|  | Seany  | Sean O'Connor | coach | 3 avril 2024     |

## Palmarès et résultats

### Aperçu des saisons
| Saison | Saison régulière | Saison régulière | Saison régulière | Saison régulière | Saison régulière | Saison régulière | Saison régulière | Rang final | Playoffs                                                                  |
| Saison | J                | G                | P                | %MG              | GW               | GL               | GW%              | Rang final | Playoffs                                                                  |
| ------ | ---------------- | ---------------- | ---------------- | ---------------- | ---------------- | ---------------- | ---------------- | ---------- | ------------------------------------------------------------------------- |
| 2022   | 32               | 16               | 16               | 50,0%            | 63               | 68               | 48,1%            | 6e         | 7-8e, Perdu au premier tour des loser bracket, 1-3 (face à Toronto Ultra) |
| 2023   | 38               | 18               | 20               | 47,4%            | 80               | 75               | 51,6%            | 7e         | 5-6e, perdu au 2ème tour des loser bracket, 1-3 (face à Atlanta FaZe)     |
| 2024   | 33               | 6                | 27               | 18,2%            | 47               | 87               | 35,1%            | 12e        | Ne s'est pas qualifié                                                     |
| 2025   | 35               | 16               | 19               | 45,7%            | 66               | 76               | 46,5%            | 8e         | 3e, défaite en loser final, 2-3 (face aux Vancouver Surge)                |